# Condado de La Moure
O Condado de La Moure é um dos 53 condados do Estado americano da Dakota do Norte. A sede do condado é LaMoure, e sua maior cidade é LaMoure. O condado possui uma área de 2 981 km² (dos quais 9 km² estão cobertos por água), uma população de 4 701 habitantes, e uma densidade populacional de 2 hab/km² (segundo o censo nacional de 2000).